# 植松仁
植松仁（日语：／ Uematsu Hitoshi，1974年6月21日—），日本男子短道速滑运动员。他曾代表日本参加1998年冬季奥林匹克运动会短道速滑比赛，获得男子500米铜牌。